# Gil Suray
Gil Suray (né le 29 août 1984 à Anderlecht) est un coureur cycliste belge.

## Palmarès
- 2002
  - 3e du Circuit du Brabant wallon
- 2005
  - 3e du Triptyque ardennais
  - 3e du Grand Prix des Eaux Minérales de Beckerich[1]
- 2006
  - Flèche ardennaise
  - 3e du Tour des Flandres espoirs